# Dolný Lopašov
Dolný Lopašov este o comună slovacă, aflată în districtul Piešťany din regiunea Trnava. Localitatea se află la altitudinea de 207 m deasupra n.m., se întinde pe o suprafață de 22,93 km2 și în 2017 număra 982 de locuitori.

## Istoric
Localitatea Dolný Lopašov este atestată documentar din 1394.

## Demografie
| An:                | 1994 | 2004   | 2014   | 2024   |
| ------------------ | ---- | ------ | ------ | ------ |
| Număr de persoane: | 963  | 979    | 957    | 964    |
| Diferență:         |      | +1,66% | −2,24% | +0,73% |

| An:                | 2023 | 2024   |
| ------------------ | ---- | ------ |
| Număr de persoane: | 971  | 964    |
| Diferență:         |      | −0,72% |